# Cockcroft (månekrater)
Cockcroft er et nedslagskrater på Månen. Det befinder sig på Månens bagside og er opkaldt efter den engelske atomfysiker og nobelprismodtager John D. Cockcroft (1897 – 1967).
Navnet blev officielt tildelt af den Internationale Astronomiske Union (IAU) i 1970. 

## Omgivelser
Cockcroftkrateret ligger nordøst for det større Fitzgeraldkrater og sydøst for Evershedkrateret.

## Karakteristika
Kraterrande er nedslidt og eroderet af senere nedslag. Satellitkrateret "Cockroft N" trænger ind i den syd-sydvestlige rand. Der ligger små kratere langs randen mod sydøst, øst og nord-nordvest, og der ligger et lille krater langs den østlige indre væg. Kraterbunden er ujævn nogle steder, især i den sydlige halvdel, og den er mærket af mange små og meget små kratere.

## Satellitkratere
De kratere, som kaldes satellitter, er små kratere beliggende i eller nær hovedkrateret. Deres dannelse er sædvanligvis sket uafhængigt af dette, men de får samme navn som hovedkrateret med tilføjelse af et stort bogstav. På kort over Månen er det en konvention at identificere dem ved at placere dette bogstav på den side af satellitkraterets midte, som ligger nærmest hovedkrateret. Cockcroftkrateret har følgende satellitkratere:
| Cockcroft | Længde  | Bredde   | Diameter |
| --------- | ------- | -------- | -------- |
| N         | 29,1° N | 163,7° V | 56 km    |

## Måneatlas
- Billeder af Cockcroftkrateret i LPI-måneatlasset